# Municipio de Mount Rose
El municipio de Mount Rose (en inglés: Mount Rose Township) es un municipio ubicado en el condado de Bottineau en el estado estadounidense de Dakota del Norte. En el año 2010 tenía una población de 59 habitantes y una densidad poblacional de 0,63 personas por km².

## Geografía
El municipio de Mount Rose se encuentra ubicado en las coordenadas 48°40′34″N 101°15′19″O / 48.67611, -101.25528. Según la Oficina del Censo de los Estados Unidos, el municipio tiene una superficie total de 93.26 km², de la cual 93,26 km² corresponden a tierra firme y (0 %) 0 km² es agua.

## Demografía
Según el censo de 2010, había 59 personas residiendo en el municipio de Mount Rose. La densidad de población era de 0,63 hab./km². De los 59 habitantes, el municipio de Mount Rose estaba compuesto por el 100 % blancos. Del total de la población el 0 % eran hispanos o latinos de cualquier raza.